# Massena (Iowa)
Massena is een plaats (city) in de Amerikaanse staat Iowa, en valt bestuurlijk gezien onder Cass County.

## Demografie
Bij de volkstelling in 2021 werd het aantal inwoners vastgesteld op 359. In 2006 is het aantal inwoners door het United States Census Bureau geschat op 405, een daling van 9 (-2,2%).

## Geografie
Volgens het United States Census Bureau beslaat de plaats een oppervlakte van 1,8 km², geheel bestaande uit land. Massena ligt op ongeveer 417 m boven zeeniveau.

## Plaatsen in de nabije omgeving
De onderstaande figuur toont nabijgelegen plaatsen in een straal van 24 km rond Massena.